# Hadronyche marracoonda
Espèce
Hadronyche marracoonda est une espèce d'araignées mygalomorphes de la famille des Atracidae.

## Distribution
Cette espèce est endémique d'Australie. Elle se rencontre dans la cordillère australienne dans le Sud-Est de la Nouvelle-Galles du Sud et dans le Territoire de la capitale australienne.

## Description
La carapace du mâle holotype mesure 9,68 mm de long sur 8,86 mm et l'abdomen 9,51 mm de long sur 7,13 mm et la carapace de la femelle paratype mesure 11,64 mm de long sur 9,35 mm et l'abdomen 10,88 mm de long sur 8,84 mm.

## Publication originale
- Gray, 2010 : A revision of the Australian funnel-web spiders (Hexathelidae: Atracinae). Records of the Australian Museum, vol. 62, p. 285-392 (texte intégral).